# Abadía principesca de Fulda
La abadía de Fulda o Principado Abadía de Fulda o Abadía Imperial de Fulda (en alemán: Fürstabtei Fulda, Hochstift Fulda, Kloster Fulda, Reichskloster Fulda) fue un monasterio benedictino fundado el 12 de marzo de 747 por San Esturmio, discípulo de San Bonifacio, considerado cuna del cristianismo de la Alemania central, semillero de las ciencias y las artes y un foco civilizador famoso en la Edad Media por su extraordinaria biblioteca, que sirvió para recuperar ulteriormente parte de la literatura clásica perdida en los siglos oscuros. 
Cuando san Bonifacio convirtió a la mayor parte de Alemania y erigió un gran número de iglesias y conventos y cuatro nuevas sedes episcopales, se ocupó de crear el monasterio más importante que cuántos hasta entonces existían. Y san Esturmio, uno de sus discípulos que se había ordenado en Baviera y educado en Fritzlar, le secundó en esa tarea. El monasterio debía situarse en un paraje solitario, al abrigo de las invasiones de los sajones idólatras y para propiciar una vida monacal austera y retirada. Bonifacio le envió pues, con dos compañeros a un sitio desierto y arbolado llamado Buchonia para escoger una ubicación propicia, en tierra fértil, comunicada y provista del adecuado suministro de agua.

## Historia

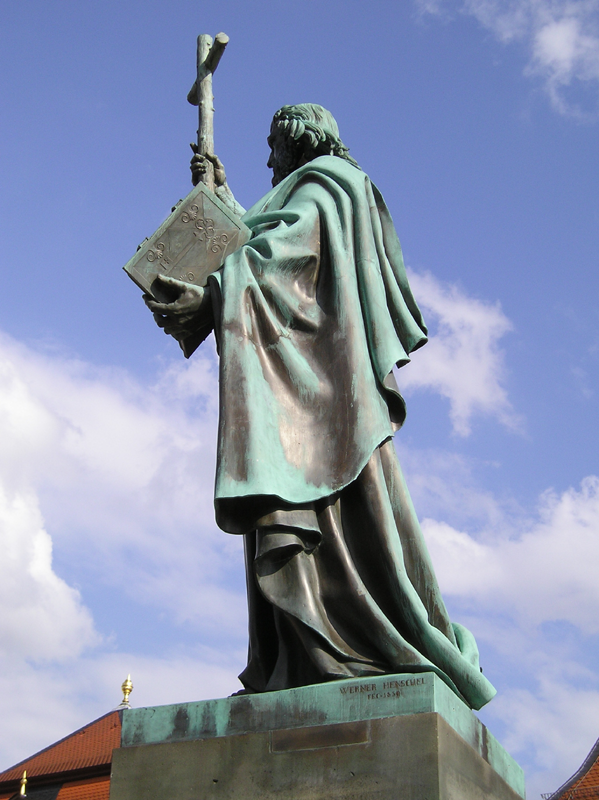
Estatua de San Bonifacio en Fulda

Descubrieron un lugar (donde después se edificó la pequeña villa de Hersfeld) y tras tres días de averiguaciones les pareció conveniente; sin embargo no mereció la aprobación de Bonifacio por su proximidad a las fronteras sajonas y fue preciso emprender nuevas pesquisas. Por último, Esturmio indicó un lugar que satisfacía todas las exigencias de Bonifacio y se llamaba entonces Eihloha. El mayordomo de palacio, Carlomán y nobles de Grapfeld donaron a Bonifacio esa localidad, con una extensión de 4.000 pasos cuadrados. El 12 de enero de 744 tomó posesión Bonifacio acompañado de siete colegas e inmediatamente comenzó a construirse la iglesia y el convento. Las obras duraron tres años y cuando concluyeron Bonifacio mandó a Esturmio con dos compañeros a Italia para visitar y estudiar las mejores y más florecientes abadías, sobre todo, la de Montecasino, para que le llevase a Fulda el resultado de sus indagaciones. Esturmio permaneció un año en Italia y a su regreso Bonifacio le nombró superior y organizador del nuevo convento. El número de los religiosos aumentó rápidamente: desbrozaron el terreno, que bien pronto llegó a mostrarse fértil; buscaron hábiles obreros en toda clase de oficios y se construyeron nuevos edificios. Las celdas se multiplicaron y el nombre de Fulda resonó en todas las llanuras de Alemania. De todas partes acudían a contemplar la nueva creación del desierto, a establecerse en sus inmediaciones o a solicitar la admisión en la abadía misma. Se abrió una doble escuela, la interior para los oblatos y educandos del estado eclesiástico y otra exterior, para niños de todas las condiciones. Bonifacio envió allá muchos jóvenes de Baviera, Franconia y Turingia. La escuela llegó a un alto grado de prosperidad y Carlomagno la declaró una de las joyas de su imperio, hasta el punto de que desde 787 la propuso como modelo de escuelas fundando en ella al mismo tiempo las bases de una biblioteca que con el tiempo se hizo celebérrima. No solamente se enseñaban allí los elementos de todos las ramas, sino que se cultivaba la ciencia y las artes en todas las ramas entonces conocidas, sobre todo desde que fue superior Rabano Mauro.

## El trabajo en la escuela
Rabano Mauro contaba apenas 26 años cuando se puso al frente de esta escuela, y ya su renombre atrajo a ella tal afluencia de alumnos que no siempre podían admitirse todos. Vino a ser el centro de la cultura e ilustración de Alemania. Rabano, elegido abad en 822, había sentado los fundamentos de una escuela especial de artes que completó Hadamar, el decimotercer abad. Destinaron bienes raíces y determinadas rentas de pertenencia particular del abad a obras de arte y a trabajos de arquitectura, escultura, cinceladura y mecánica; el intendente tenía la obligación de velar porque nunca faltasen fondos en la caja abacial y de cuidar de que los artistas estudiasen constantemente y tuviesen a su vez educandos que formar.
Muchos religiosos se distinguieron por su saber y otros, como pintores y escultores, hallando cada uno a que dedicarse en el monasterio según su respectiva propensión y naturales dotes y capacidad. Estos fieles representantes de la sabiduría divina, no desdeñaban ocupación alguna de cuantas pudiesen nutrir el espíritu y contribuir al bien general. Empleaban todo el tiempo libre de sus obligaciones eclesiásticas, en el estudio de las ciencias, en el ejercicio de las bellas artes y en la lectura de las sagradas letras. Dictaban unos y otros copiaban, ya fueran comentarios sobre los libros del Antiguo y Nuevo Testamento, ya traduciendo o interpretando la Biblia; otros se consagraban a procurar la más fácil inteligencia del libro santo para la comparación de los pasajes paralelos. Muchos de ellos, por la profundidad de sus explicaciones, por la exactitud de sus observaciones, por el acierto de sus definiciones y divisiones y la legitimidad de sus conclusiones revelaban una inteligencia y erudición que no hubiera sido fácil hallar en otras partes. Los que no estaban provistos de talentos para elevarse a las sublimidades de la ciencia y del arte podían subir sin dificultad a un puesto honroso de segundo o tercer rango. Ayudaban a los primeros, preparando los materiales de sus trabajos, pintando unos los adornos e iniciales en los pergaminos; otros, plegando preciosamente los manuscritos; otros, pautando los libros, y otros dibujando con minio o con lápiz encarnado las grandes letras iniciales de los versículos y capítulos; otros en fin, copiando en limpio y ordenadamente lo que habían aquellos dictado o escrito a la ligera en hojas sueltas. Al lado de estos trabajos intelectuales, científicos y artísticos, tenían su lugar honroso y honrado en el monasterio y sus dependencias los más rudos ejercicios agrícolas y las profesiones y oficios más humildes; dando ejemplo los religiosos, que según la Regla de San Benito distribuían el tiempo entre las ocupaciones espirituales y las labores corporales.
No todos moraban en el convento: los que cultivaban la tierra, vivían generalmente fuera en determinadas localidades. A estas, que desde su origen constaban de una celdilla y un pequeño jardín, fueron acudiendo otros labradores; cultivábanse terrenos bastantes extensos, roturáronse los bosques y poco a poco se fueron edificando en derredor de Fulda muchas poblaciones, cuyos principios no habían sido otros que las celdas de los religiosos, como indican aun hoy sus nombres. Las posesiones del monasterio fueron acreciéndose así por la actividad laboriosa de sus moradores y dependientes y más aún por las numerosas donaciones de los Príncipes y magnates del país.
Si Carlomagno había desde el principio asignado al monasterio un inmenso territorio, Pipino no le cedió en liberalidad y las ricas donaciones de muchos obispos y de infinidad de bienhechores eclesiásticos y seglares le proporcionaron en poco tiempo tan considerable riqueza que sus dominios se extendieron por gran parte de Alemania. Pero la influencia moral y religiosa del convento se extendía aún más allá de sus posesiones. Desde la época de Esturmio, los siete primitivos religiosos se habían multiplicado hasta 400 y la escuela de Rabano Mauro, ya se ha dicho, produjo eclesiásticos eminentes. Entre la multitud de sacerdotes y legos, sabios y celosos que salieron de Fulda para dirigir otras casas, para dedicarse a las misiones y para propagar por todos los medios la fe y los principios del cristianismo, se cuentan 11 Arzobispos, 11 Obispos, 14 abades y un gran número de consejeros y cancilleres de príncipes, embajadores y magistrados.

## Biblioteca

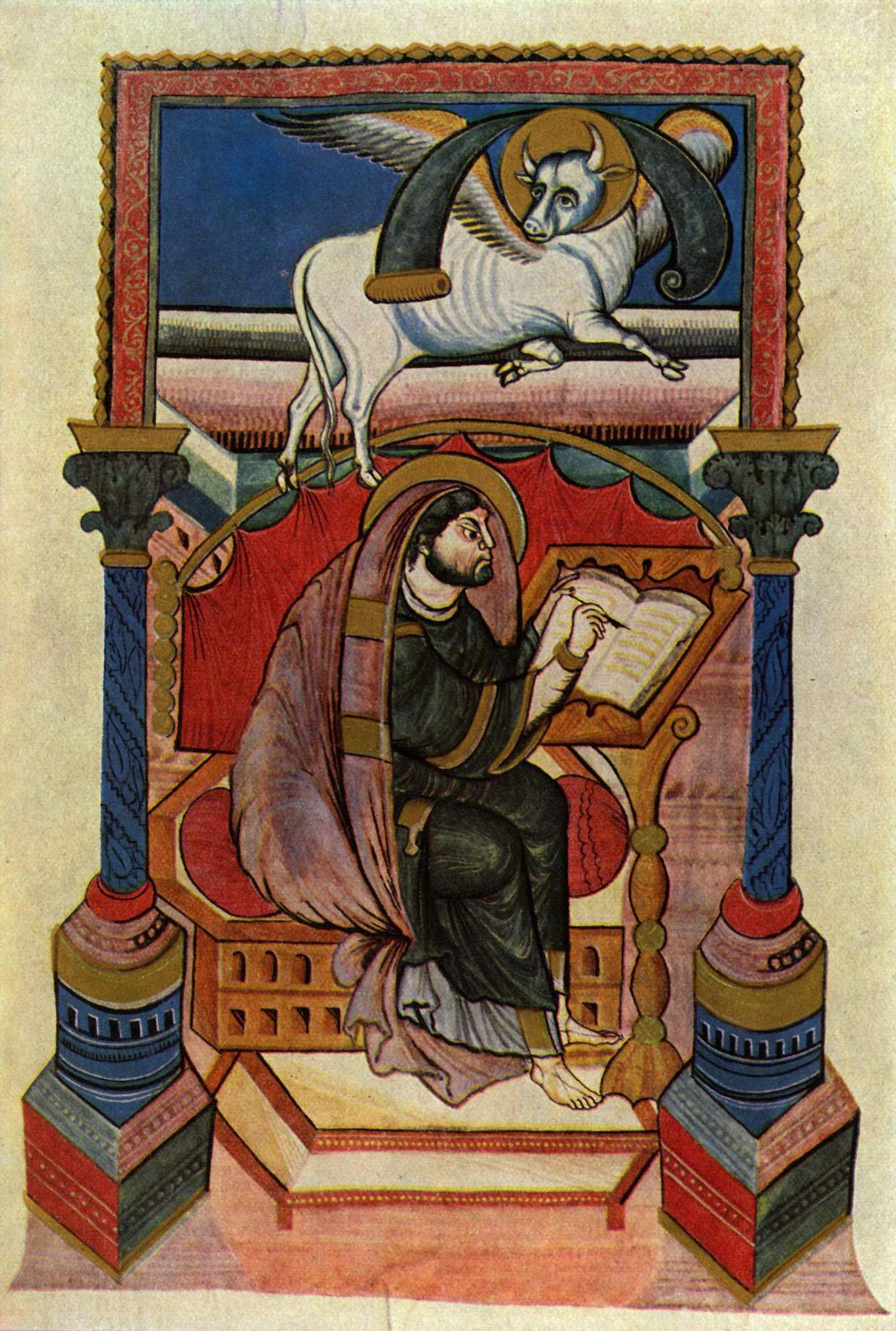
Miniatura del Evangeliario de Fulda.

Bajo la dirección enérgica Rabano Mauro (822-842), la congregación, con alrededor de 600 monjes, se impuso como el centro científico del Occidente cristiano. La biblioteca, fundada por Rabano Mauro y el director Rudolf de Fulda, comprendía alrededor de 2000 manuscritos. Además de nuevas donaciones, adquirió un prestigio sobresaliente entre todos los sabios de Europa. Por donación de nobles francos, la abadía obtuvo nuevas tierras hasta el valle del Main.
Entre las obras de la Antigüedad que fueron copiadas aquí (y por tanto salvadas para la posteridad) en el scriptorium de Fulda, se cuentan:
- Un manuscrito que contenía el Diálogo de los oradores y la Germania de Tácito, descubierto en 1451 en el monasterio de Hersfeld por Henoch de Ascoli, un emisario del papa Nicolás V. Recopiado entonces, el manuscrito desapareció poco después, pero el Vaticanus 1862, el Vaticanus 1518 etc. son ejemplares sacados de la copia de Henoch de Ascoli.[2]
- El Laurentianus 68, 1, un manuscrito de los Annales de Tácito.
- El Vaticanus latinus 1874 y el Cassel Phil. 2° 27, dos manuscritos de las Res gestæ de Amiano Marcelino.
- El Ambrosianus L85 sup. del De agricultura de Columela, datado en 825.
- El Bamberg Msc. Clas. 54 (Biblioteca del Estado de Bamberg), un manuscrito de la Historia Augusta.
- El Vaticanus latinus 3277, un manuscrito de las Argonáuticas de Valerius Flaccus.
- El Leeuwarden 55, un manuscrito de las Noches áticas de Aulo Gelio.
- El manuscrito número 8 de la italiana Biblioteca Baldeschi-Balleani en Jesi, testimonio del De grammaticis de Suetonio.
- El Laurentianus 47, 36, un manuscrito de las Epístolas de Plinio el Joven.
- Un manuscrito del célebre De re coquinaria de Apicio, conservado hoy en la Academia de Medicina de Nueva York.
- Una de los dos manuscritos existentes del De rerum natura de Lucrecio, copiada en 1417 por Poggio Bracciolini.
- También fueron retranscritos en el scriptorium de Fulda (en el codex o códice 136 de la biblioteca parroquial de Merseburg) los Conjuros de Merseburg, los únicos conocidos en lengua alemana o tudesca.

El scriptorium desarrolló por otra parte una escuela de iluminadores cuyo estilo se inspiró en la Escuela de la Corte de Carlomagno. Los más célebres manuscritos que provienen de esta escuela son el Evangeliario de Fulda, otro evangeliario conservado en la Universidad de Erlangen (ms. 9) y unos ejemplares del Liber de laudibus Sanctae Crucis.
A partir de 968, se decidió que el primado de Alemania sería un benedictino. Y hacia esta época los primeros artesanos se establecieron en torno al monasterio. La abadía y la congregación obtuvieron en 1019 del emperador del Santo Imperio Enrique II el derecho de tener fuero, acuñar moneda y gozar de subvención ("octroi"); Fulda es mencionada además por vez primera como «villa» (Civitas) en 1114.

## Lista de abades
Abades
- 744-779: Esturmio
- 779-802: Baugulf
- 802-817: Ratgar
- 818-822:  Eigil
- 822-842: Rabano Mauro
- 842-856: Hatto I.
- 856-869: Thioto
- 869-891. Sigihart
- 891-915: Huoggi
- 915-916: Helmfried
- 917-923: Haicho
- 923-927: Hiltibert
- 927-956: Hadamar
- 956-968: Hatto II
- 968-982: Werinheri
- 982-991: Branthoh I
- 991-997: Hatto III.
- 997-1011: Erkanbald
- 1011-1013: Branthoh II
- 1013-1018: Poppo, también abad de Lorsch (de la francona Babenberg)
- 1018-1039: Richard
- 1039-1043: Sigiwart
- 1043-1047: Rohing
- 1047-1058: Egbert
- 1058-1060: Siegfried von Eppenstein,  también arzobispo de Maguncia
- 1060-1075: Widerad von Eppenstein
- 1075-1096: Ruothart
- 1096-1109: Godefrid
- 1109-1114: Wolfhelm
- 1114-1122: Erlolf von Bergholz
- 1122-1126: Ulrich von Kemnaten
- 1126-1132: Heinrich I. von Kemnaten
- 1132-1134: Bertho I. von Schlitz
- 1134-1140: Konrad I.
- 1140-1148: Aleholf
- 1148: Rugger I.
- 1148-1149: Heinrich II. von Bingarten
- 1150-1165: Markward I
- 1165: Gernot von Fulda
- 1165-1168: Hermann
- 1168-1176: Burchard conde de Nürings
- 1176-1177: Rugger II
- 1177-1192: Konrad II
- 1192-1216: Heinrich III. von Kronberg im Taunus
- 1216-1217: Hartmann I
- 1217-1221: Kuno

Príncipes-abades
- 1221-1249: Konrad III. von Malkes
- 1249-1261: Heinrich IV. von Erthal
- 1261-1271: Bertho II. von Leibolz
- 1271-1272: Bertho III. von Mackenzell
- 1273-1286: Bertho IV. von Biembach
- 1286-1288: Markward II. von Bickenbach
- 1288-1313: Heinrich V. Graf von Weilnau
- 1313-1315: Eberhard von Rotenstein
- 1315-1353: Heinrich VI. von Hohenberg
- 1353-1372: Heinrich VII. von Kranlucken
- 1372-1383: Konrad IV. Graf von Hanau
- 1383-1395: Friedrich I. von Romrod
- 1395-1440: Johann I. von Merlau
- 1440-1449: Hermann II. von Buchenau
- 1449-1472: Reinhard Graf von Weilnau
- 1472-1513: Johann II. conde de Henneberg-Schleusingen
- 1513-1521/29: Hartmann II. Burggraf von Kirchberg
- 1521/29-1541: Johann III. conde de Henneberg-Schleusingen
- 1541-1550: Philipp Schenk zu Schweinsberg
- 1550-1558: Wolfgang Dietrich von Eusigheim
- 1558-1567: Wolfgang Schutzbar (llamado Milchling)
- 1567-1568: Philipp Georg Schenk zu Schweinsberg
- 1568-1570: Wilhelm Hartmann von Klauer zu Wohra
- 1570-1606: Balthasar von Dernbach (exiliado 1576-1602)
  - Julius Echter von Mespelbrunn, obispo de Würzburg, administrador 1576-1602
- 1606-1622: Johann Friedrich von Schwalbach
- 1623-1632: Johann Bernhard Schenk zu Schweinsberg
- 1633-1635: Johann Adolf von Hoheneck
- 1635-1644: Hermann Georg von Neuhof (llamado Ley)
- 1644-1671: Joachim Graf von Gravenegg
- 1671-1677: Cardenal Gustav Adolf (Baden) (Bernhard Gustav margrave de Baden-Durlach)
- 1678-1700: Placidus von Droste
- 1700-1714: Adalbert I. von Schleifras
- 1714-1726: Konstantin von Buttlar
- 1726-1737: Adolphus von Dalberg
- 1737-1756: Amand von Buseck, príncipe-obispo después de 1752

Príncipes-obispos y príncipes-abades
- 1757-1759: Adalbert II. von Walderdorff
- 1759-1788: Heinrich VIII. von Bibra
- 1789-1802: Adalbert von Harstall, que permaneció como obispo hasta 1814